# Charlotte Erasmi
Johanna Dorothea Charlotte Erasmi (* 18. Juni 1827 in Lübeck; † 4. August 1893 in Niendorf) war eine deutsche Konservenfabrikantin.

## Leben

### Herkunft
Charlotte Erasmi war eine Tochter des Kaufmanns Johann Jochim Reinboth (* 25. November 1792 in Lübeck; † 22. Februar 1853 ebenda) und dessen Ehefrau Charlotte Luise, geborene Lütgens, (* 10. Februar 1797 in Lübeck; † 8. März 1872 ebenda). Ihre Eltern hatten in Lübeck eine Handlung für Gewürze und Materialwaren, in der sie schon in jungen Jahren arbeitete.

### Laufbahn
Welche Schulen sie zuvor besucht hatte, ist unklar. Als Jugendliche lieferte sie Zucker und Salz an D. H. Carstens, eine seit 1845 existierende deutsche Konservenfabrik. Sie zog mit ihren Eltern und deren Handelshaus von der Lübecker Aegidien- in die Alfstraße.
In der Nachbarschaft wohnte die Familie Erasmi. Deren Oberhaupt führte bis zu seinem Tode, jedoch wirtschaftlich erfolglos, eine Weinhandlung. Die seit 15 Jahren als Schwiegertochter zur Familie gehörende Charlotte schloss den Betrieb. Sie verwirklichte 1866 mit der Firma Büchsen- und Gläserkonserven die ihr schon seit längerer Zeit vorschwebende Idee einer Einkochküche. Diese war nicht mit speziellen Maschinen und Apparaten ausgestattet und produzierte Lebensmittelkonserven gemäß dem von Nicolas Appert erfundenen Erhitzungsverfahren. Dennoch hatte sie schnell einen großen Kundenkreis und verschiffte ihre Konserven sogar in das Ausland. Ab dem 15. Februar 1870 war ihr Unternehmen als „Charlotte Erasmi, Fabrik für haltbare Speisen“ im Handelsregister eintragen.
Das Unternehmen profitierte nach dem Deutsch-Französischen Krieg vom Wirtschaftsaufschwung. In einem Flügel des Hauses wurde 1876 eine Dosenklempnerei eingerichtet. Den Höhepunkt des Firmenaufstiegs war nach 1885 erreicht. Ihre Produkte waren beliebte heimische Speisen, und sie belieferte die deutschen Truppen in Deutsch-Ostafrika. In der Folge wurde sie zur Hoflieferantin des preußischen Königs und des Großherzogs von Mecklenburg-Schwerin ernannt.

Briefkopf Erasmi (1898)

Als die Konservenfabrik Erasmis und die D. H. Carstens stetig wuchsen, wollten sie ihre Produktpalette um deutlich mehr Gemüse von Bauern und Gärtnern der Region erweitern.
Mit dem Versuch einer eigenen Zucht von Champignons im Keller ihres Hauses wollte Erasmi 1878 ihre Abhängigkeit von weiter entfernten Lieferanten verringern. Da diese erfolgreich war, legte sie an der Ratzeburger Allee 35 eine Plantage an. Die eingerichtete Champignonzucht verschaffte ihr die Autarkie.
Ihre Firma gehörte nun zu den größten Konservenherstellern Norddeutschlands.
Erasmi trat 1884 in den Ruhestand und lebte die letzten Jahre in einer kleinen Villa in St. Lorenz. Sie starb 66-jährig in Niendorf.

### Familie
Am 12. September 1850 heiratete sie mit Albert Erasmi (* 12. Juni 1813 in Lübeck; † 19. Februar 1865 ebenda) einen Sohn des Hauses Erasmi. Aus deren Ehe gingen vier Töchter, von denen nur eine erwachsen wurde, und drei Söhne, von denen einer jung verstarb, hervor.

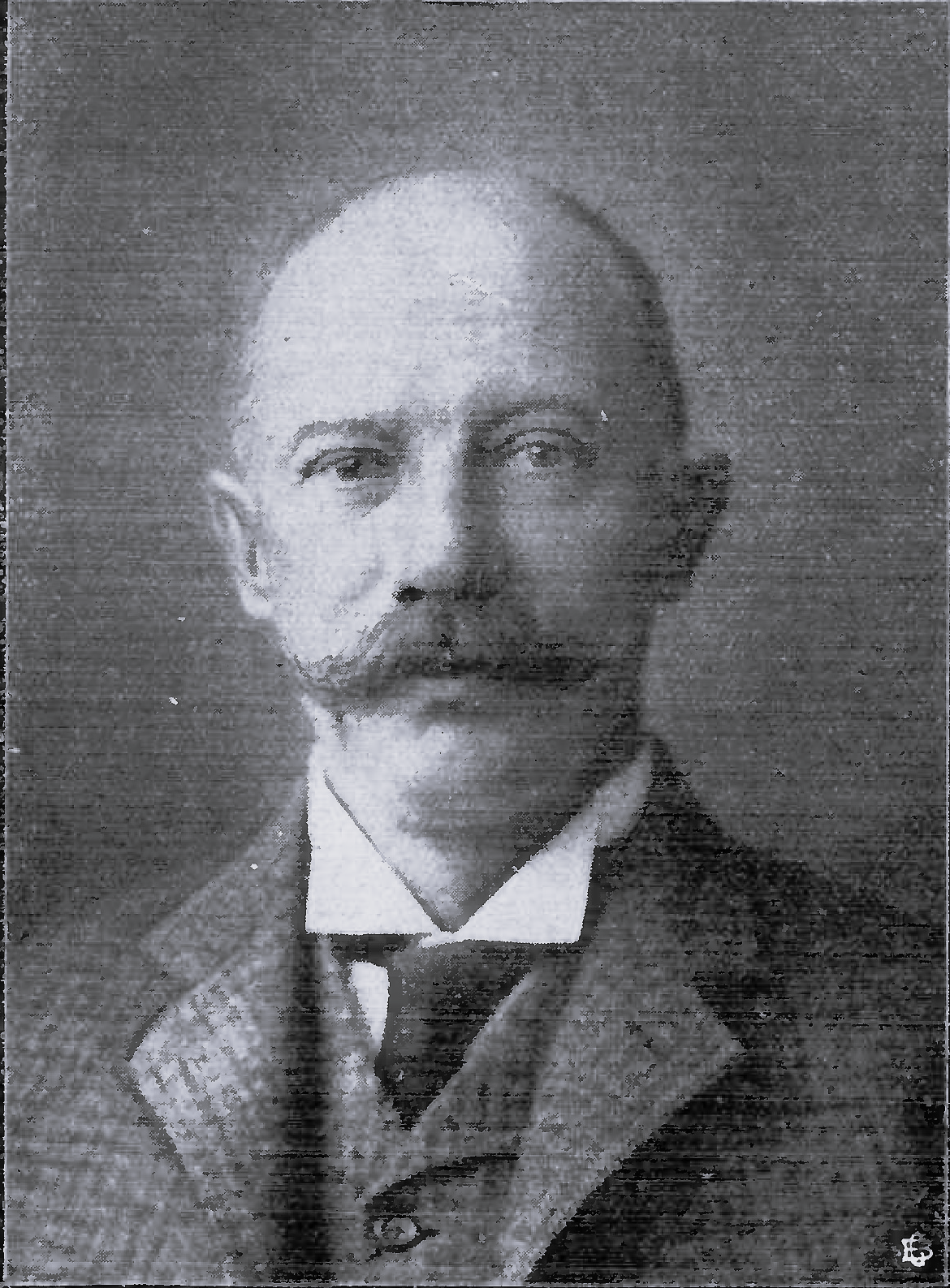

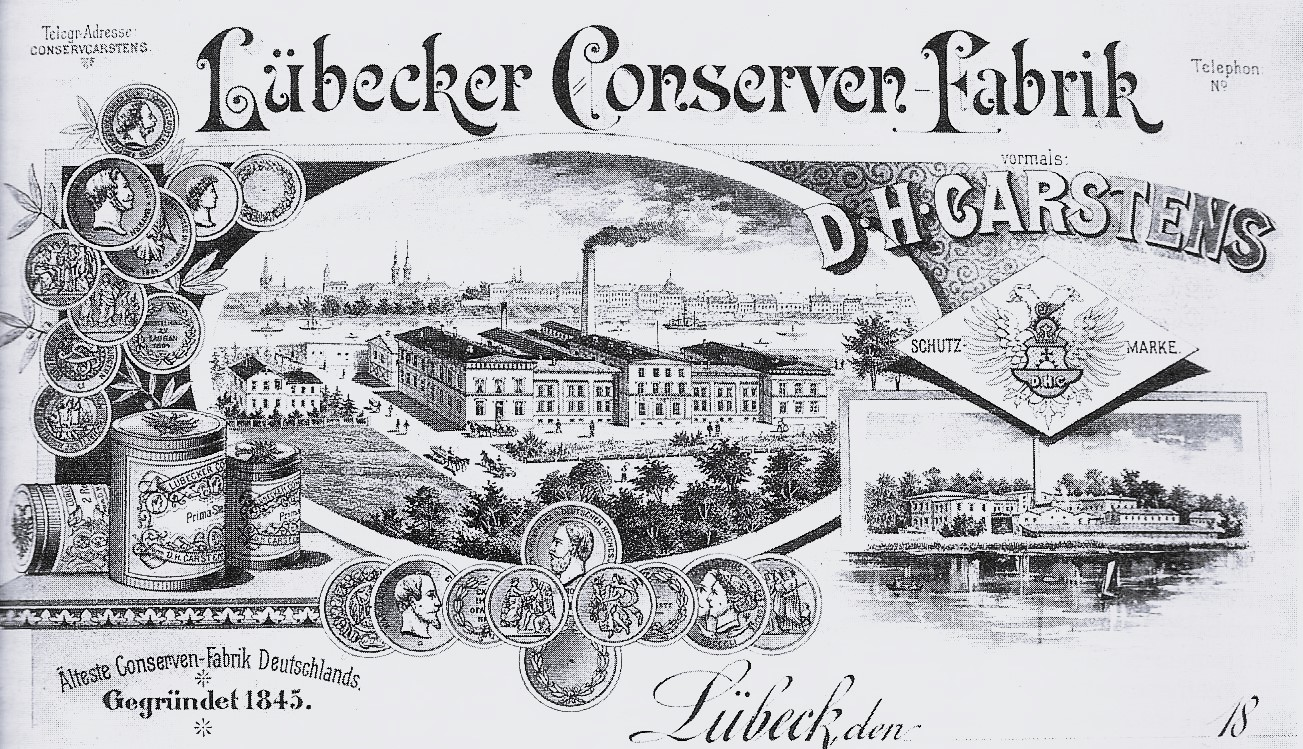
Briefkopf (1898)

Heinrich Christian Theodor († 14. September 1916 in Homburg vor der Höhe), ihr älterer Sohn, trat 1874 in die Firma ein. Der Senat erwählte für die beim Landgericht zu bildende Kammer für Handelssachen für die ersten drei Geschäftsjahre an 1879/1880 Ferdinand Dahlberg, Erasmi, Carl William Freese, Wilhelm Heinrich Heyke, C. H. Müller und C. Weber zu Handelsrichtern. Auf Grund des §29, der Verordnung vom 3. Februar 1879, die Ausführung des Gerichtsverfassungsgesetzes betreffend, erwählte der Senat Heyke für die Jahre 1883, 1884 und 1885 wieder zum Handelsrichter. 1882 wurde Erasmi zusammen mit einem Teilhaber aus Hamburg die Leitung des Unternehmens übertragen, bevor er 1884 die alleinige Unternehmensführung erhielt und die Produktion modernisierte. Neben der Champignonzucht baute er auch Spargel an, und die Plantage dehnte sich von der Ratzeburger Allee 35 bis 45 aus. In den von ihm erbauten Mietskasernen lebten bis zu 160 Feldarbeiter. Durch den Ankauf von Grundstücken wurde die Fabrik 1890 und 1896 beträchtlich vergrößert. 1904 wurde sein bisheriger Prokurist, A. Linde, zu seinem Teilhaber. Erasmi, zeitweise Teil der Leitung von der Handelskammer, gehörte dem Lübecker Feuerversicherungswesen, der Lübecker Privatbank und der Lübecker Aktien-Bier-Brauerei an. Als zweiter Vorsitzender des Lübecker Yacht-Clubs vertrat er diesen bei Veranstaltungen. Von Kaiser und Prinz Heinrich hoch geschätzt wurde er häufig auf deren Wunsch bei den Bierabenden in Travemünde hinzugezogen. Am 27. Januar 1908, dem Kaisergeburtstag, erhielt er den Roten Adlerorden 4. Klasse verliehen. Das Unternehmen fusionierte 1929 mit der „Aktiengesellschaft Lübecker Conservenfabrik, vormals D. H. Carstens“ zur „Erasmi & Carstens GmbH & Co. KG“, deren heutige Produktpalette aus Marzipan besteht.
Adolf (1851–1923), ihr jüngerer Sohn, besaß kurzzeitig die sich zur heutigen Firma Erasco weiterentwickelte „Bonbon-, Marzipan und Zuckerwarenfabrik F. Vorbeck“. Er war Mitglied der Lübeckischen Schillerstiftung. Als dort Louis Schütt, Inhaber der alteingesessenen Schiffsmaklerfirma C. F. Schütt & Co., auf der Generalversammlung am 29. Mai 1895 turnusmäßig aus dem Amt schied, wurde er zum Revisor gewählt.